# Judith Siboni
Judith Siboni, née le 4 janvier 1975 à Paris 15e et morte le 30 mars 2021 à Boulogne-Billancourt, est une actrice et auteure française.
Elle est notamment connue pour ses rôles dans les séries Vous les femmes, Holly weed et Les Copains d'abord, mais aussi dans les films La Fête des mères et Pupille.

## Biographie

### Formation
Judith Siboni se passionne pour le théâtre dès le plus jeune âge. Elle étudie pendant trois ans au Conservatoire national supérieur d'art dramatique de Paris sous l’enseignement de Jacques Lassalle et de Dominique Valadié.

### Carrière
À partir de 2007, elle joue aux côtés d'Olivia Côte dans Vous les femmes. Elle coécrit avec celle-ci la série diffusée sur Téva qui est composée d'une suite de sketches mettant en scène des situations du quotidien de deux femmes, les personnages étant différents à chaque épisode. Les quatre premières saisons sont produites entre 2006 et 2012. La saison 5 est tournée pour fêter l'anniversaire des 20 ans de Téva en 2016.

### Vie personnelle
Judith Siboni et Olivia Côte (partenaires dans Vous les femmes) étaient aussi amies dans la vie.

### Mort
Elle meurt le 30 mars 2021 des suites d'un cancer.

## Filmographie

### Actrice

#### Cinéma
- 2007 : J'attends quelqu'un de Jérome Bonnell
- 2013 : Un prince presque charmant de Philippe Lellouche : Evelyne
- 2014 : Elle l'adore de Jeanne Herry : la passante
- 2016 : Ma famille t'adore déjà de Jérôme Commandeur : la mère de famille 1
- 2018 : La Fête des mères de Marie-Castille Mention-Schaar : Mme Mortureux
- 2018 : Pupille de Jeanne Herry : Sophie

#### Télévision
- 2007-2016 : Vous les femmes (377 épisodes, actrice principale) : rôles divers de femme
- 2011-2013 : Zak : Roxane
- 2020 : Skam : prof de maths
- 2020 : Faites des gosses : épisodes 3-6 Judith Israël
- 2020 : Les Copains d'abord : Fleur Cappelin

### Auteure
- Vous les femmes (série télévisée)